# Довге Поле (Дубенський район)
До́вге По́ле — село в Україні, у Семидубській сільській громаді Дубенського району Рівненської області. Населення становить 415 осіб.

## Географія
Село розтащоване на правому березі річки Тартачки. В селі є церква, початкова школа, два магазини, фельдшерсько-акушерський пункт, будинок культури.
Довге Поле має чотири вулиці: Михалівка, Молодіжна, Центральна і Лісова.
Про вулицю Михалівку є цікава легенда: колись в цьому краю жив один пан Михайло і мав багато рабів, але він помер і перед смертю заповів своїм дітям всіх тих людей звільнити з рабства, остання воля цього пана була виконана, але після звільнення з кріпацтва люди і надалі залишилися жити в цій місцині, і на спогад про пана Михайла вулиця має його ім'я.
Село межує з селами Семидуби, Плоскою, Грядками, Тростянець. У 1970—2000 роках в селі працювали місцевий колгосп, курятник, звірки, але на даний час вони не працюють.
А 9 серпня 2014 року в день пам'яті великомученика і цілителя Пантелеймона архієпископ Рівненський і Острозький Іларіон звершив чин освячення храму.
Кожен рік в період зимових свят в селі діти ходять вертопом колядувати, щедрувати приносячи цим радість людям і славу Богу.

## Історія села
За словами старожилів, село Довге Поле засноване чехами на початку XX століття. Деякі їхні будинки збереглися і до наших днів. На місцевому цвинтарі є поховання датовані 30 роками XX століття. Характерною ознакою цього мальовничого села, яка виділяє його з-поміж інших-це великі родючі поля простягнені навколо села. Люди завжди прагнули будувати свої поселення на родючих землях, які б приносили користь і достаток їхнім сім'ям. Таким місцем стали землі села Довге Поле.
У 1906 році урочище Судобицької волості Дубенського повіту Волинської губернії. Відстань від повітового міста 11 верст, від волості 12. Дворів 29, мешканців 178.
7 (20) листопада 1917 року, відповідно до Третього Універсалу Української Центральної Ради, увійшло до складу Української Народної Республіки.
12 червня 2020 року, відповідно до розпорядження Кабінету Міністрів України № 722-р від «Про визначення адміністративних центрів та затвердження територій територіальних громад Рівненської області», увійшло до складу Семидубської сільської громади.
19 липня 2020 року, в результаті адміністративно-територіальної реформи та ліквідації  Дубенського (1939—2020) району, село увійшло до складу новоутвореного Дубенського району.

## Релігія
У 1997 році в селі побудували церкву названу на честь великомученика Димитрія Солунського. Ця подія стала довгоочікуваною для мешканців села Довге Поле адже до цього часу в селі не було храму.